# La casa de las mil muñecas
La casa de las mil muñecas es una coproducción hispano-alemana de intriga estrenada en 1967, dirigida por Jeremy Summers y protagonizada en los papeles principales por Vincent Price, Martha Hyer y George Nader.

## Sinopsis
Fernando, un joven perteneciente a familia de buena posición, busca a su novia que ha sido raptada con el fin de incorporarla a una red de trata de blancas, organizado por Felix Manderville, un individuo de apariencia respetable y su cómplice Rebecca. Fernando ha perdido las esperanzas de encontrarla y acompaña a su mejor amigo Stephen Armstrong en sus andanzas nocturnas, hasta que llega a La Casa de las Mil Muñecas, donde deberán descubrir al Rey de Corazones.

## Reparto
- Vincent Price como	Felix Manderville
- Martha Hyer como Rebecca
- George Nader como Stephen Armstrong
- Ann Smyrner como Marie Armstrong (as Anne Smyrner)
- Wolfgang Kieling como Inspector Emil
- Sancho Gracia como Fernando
- Maria Rohm como Diane
- Luis Rivera como Paul
- José Jaspe como Ahmed
- Juan Olaguivel como Salim
- Herbert Fux como Abdu
- Claudia Gravy Chica con Abdu
- Yelena Samarina como Madame Viera
- Diane Bond como Liza
- Milo Quesada como Hombre que quiso matar a Felix Manderville
- Fernando Cebrián
- Rafael Albaicín como Inspector de policía